# 니니 리크스
니니 리크스(NeNe Leakes, 1967년 12월 13일 ~ )는 미국의 배우, 패션 디자이너이다.

## 출연 작품
- 더 뉴 노멀 (2012)
- 더 리얼 하우스와이브스 오브 아틀란타 (2008)
- 디 어프렌티스 (2004)